# Heinkel HD 22
L'Heinkel HD 22 fu un aereo da addestramento monomotore biplano sviluppato dall'azienda tedesca Ernst Heinkel Flugzeugwerke AG negli anni venti ma realizzato principalmente su licenza dalla Weiss Manfréd Acél- és Fémművek nel Regno di Ungheria. Questi ultimi nella bibliografia di settore ungherese sono citati anche come Weiss Manfréd-Heinkel HD 22.
Destinato al mercato dell'aviazione civile da diporto, quali aeroclub ed utenti privati, venne tuttavia utilizzato principalmente nelle attività clandestine volte alla formazione di piloti militari della futura Magyar Királyi Honvéd Légierő.

## Storia del progetto
Nel 1926 Ernst Heinkel, in previsione di una possibile necessità di rinnovo ed espansione dell'aviazione leggera da turismo, decise di avviare lo sviluppo di un nuovo modello da proporre sul mercato di settore ma che potesse tuttavia rispondere anche alle esigenze di formazione dei nuovi piloti delle forze aeree internazionali.
Il progetto era relativo ad un modello dall'impostazione, per l'epoca, convenzionale: un velivolo caratterizzato dalla velatura biplana, con fusoliera biposto ad abitacoli separati, carrello di atterraggio fisso e impennaggio classico monoderiva dotato di timone dalle generose dimensioni.
Il prototipo, realizzato dalla Heinkel, venne portato in volo per la prima volta nel corso del 1926.

## Tecnica
L'HD 22 era un velivolo dall'impostazione, per l'epoca, convenzionale: un monomotore in configurazione traente, biposto ad abitacoli aperti e velatura biplana.
La fusoliera era caratterizzata dalla presenza di due abitacoli separati ed aperti, collocati in tandem e dotati di doppi comandi, l'anteriore destinato all'allievo pilota ed il posteriore all'istruttore. Posteriormente terminava in un impennaggio classico monoderiva caratterizzato dall'elemento verticale dotato di timone dalle generose dimensioni e piani orizzontali controventati con equilibratori di grande superficie.
La velatura era biplana a scalamento positivo, con piano alare superiore, collocato alto a parasole, dall'apertura leggermente più estesa dell'inferiore, collocato basso sulla fusoliera e spostato verso coda. Il primo era collegato alla fusoliera tramite una serie di puntoni centrali, ed a quello inferiore da una sola coppia per lato di montanti interalari "ad N", il tutto rinforzato da tiranti in cavetto d'acciaio.
Il carrello di atterraggio era un classico biciclo anteriore fisso ed ammortizzato, dotato di ruote di grande diametro collegate tra loro da un assale rigido, integrato posteriormente da un pattino d'appoggio, anch'esso ammortizzato.
La propulsione era assicurata da un motore collocato all'apice della fusoliera ed abbinato ad un'elica lignea a passo fisso in configurazione traente. Varie furono le dotazioni, dal BMW IV 6 cilindri in linea raffreddato a liquido accreditato di 320 hp (240 kW) della produzione tedesca al radiale Gnome-Rhône/Bristol Jupiter VI 9 cilindri raffreddato ad aria della sola produzione ungherese.

## Impiego operativo
Con la ratifica del Trattato del Trianon, sottoscritto da entrambe le parti in causa il 4 giugno 1920, al ricostituito Regno d'Ungheria venne proibito di possedere un'aeronautica militare, analogamente a quanto accaduto nella Repubblica di Weimar nello stesso periodo. Presso i vari aeroclub sparsi nel territorio venne perciò gradualmente e clandestinamente formato il personale che sarebbe andato a costituire la nuova forza aerea, la Magyar Királyi Honvéd Légierő (Forza aerea del Regno d'Ungheria).
Si registra anche la presa in carico da parte dell'United States Army Air Corps di un esemplare dato in dotazione all'attaché militare dell'United States Armed Forces di stanza nella Repubblica di Weimar.

## Utilizzatori

### Civili
Germania
- vari aeroclub e utenti privati in territorio nazionale

 Ungheria
- vari aeroclub e utenti privati in territorio nazionale

### Militari
Stati Uniti
- United States Army Air Corps

 Ungheria
- Magyar Királyi Honvéd Légierő

## L'HD 22 nei media
Il modello è tra i velivoli utilizzati nelle scene di F.P. 1 non risponde, antesignano dei film di fantascienza diretto nel 1932 dal regista tedesco Karl Hartl.